# Chris Jent
Christopher Matthew Jent, detto Chris (Orange, 11 gennaio 1970), è un allenatore di pallacanestro ed ex cestista statunitense, professionista nella NBA, in Spagna, Italia, Grecia e Australia.

## Caratteristiche tecniche
Ala mancina, era un ottimo tiratore, ma disponeva anche di buone doti atletiche.

## Carriera

### Giocatore

#### Club
Uscito dalla Ohio State University e non scelto al draft NBA 1992, inizia la carriera nella lega CBA con i Rapid City Thrillers e i Columbus Horizon. Tra l'aprile e il maggio 1993 gioca 14 partite dei play-off spagnoli con il Joventut Badalona, che lo chiama per sostituire l'infortunato Harold Pressley. Riprende poi a giocare in CBA sempre con i Columbus Horizon, ma nel finale della stagione 1993-94 debutta in NBA con gli Houston Rockets con cui conquista addirittura il titolo, pur giocando solamente 3 partite di regular season e 11 (con un minutaggio marginale) dei play-off.
Terminata la prima delle sue due brevi parentesi in NBA, continua a giocare in CBA con i Rapid City Thrillers e con i Connecticut Pride, con in mezzo un'apparizione in Australia ai North Melbourne Giants.
La sua prima esperienza nel campionato italiano inizia nel dicembre 1995, quando sostituisce Sean Green in Serie A2 al Napoli Basket (società che però aveva spostato la propria sede di gioco a Battipaglia). In stagione viaggia ad oltre 23 punti di media.
Nel novembre 1996 è impegnato per la seconda volta in NBA, questa volta con i New York Knicks. Va a referto in 8 partite, scendendo però in campo solo in 3 di esse. Nel successivo mese di gennaio torna a Napoli/Battipaglia. La sua militanza nel campionato italiano prosegue anche nelle stagioni a seguire. Durante il campionato 1997-98 è di scena a Reggio Emilia dove raggiunge la semifinale dei play-off scudetto di A1 con un contributo personale di 15,9 punti a partita e il 39% al tiro da tre. Approda poi all'Andrea Costa Imola, neopromossa in A1, con cui raggiunge i quarti di finale dei play-off mettendo a segno in stagione 14,9 punti di media con il 40% da tre. Dopo un'annata in Grecia al Paniōnios, Jent fa ritorno alla Pallacanestro Reggiana che nel frattempo era scesa in A2 (apporto personale di 19,2 punti di media e il 37% da tre), anche se i biancorossi vedono poi sfumare la promozione in A1 allo scadere della decisiva gara 5 delle finali. L'ultima tappa della sua carriera da giocatore è nuovamente nel secondo campionato italiano, alla Nuova Pallacanestro Pavia nel 2001-02, quando mette a referto 13,7 punti in regular season e 12,0 in tre gare dei play-off.

#### Nazionale
Con gli Stati Uniti disputa i Campionati americani del 1993, vinti proprio dalla nazionale a stelle e strisce con una rosa composta da giocatori militanti nella lega CBA.

### Allenatore
Appese le scarpe al chiodo, Jent diventa assistente nello staff tecnico dei Philadelphia 76ers 2003-2004. L'anno seguente svolge lo stesso incarico ma agli Orlando Magic, inoltre traghetta la squadra con il ruolo di head coach nelle ultime 18 gare stagionali a seguito dell'esonero di Johnny Davis. Nel novembre 2006 entra nello staff dei Cleveland Cavaliers, rimanendovi fino al 2011. Tra il 2011 e il 2013 lavora come assistente allenatore presso la Ohio State University, ovvero la sua vecchia università. Nella stagione 2013-2014 torna a fare l'assistente in NBA, ai Sacramento Kings, poi nel 2015 diventa capo allenatore dei Bakersfield Jam, squadra della NBA Development League, quindi un ulteriore anno da assistente alla Ohio State University. Dal luglio 2017 è assistente allenatore degli Atlanta Hawks.

## Palmarès

### Squadra
- Campionato NBA: 1

Houston Rockets: 1994
- Campione USBL (1997)

### Individuale
- CBA All-Rookie First Team (1993)